# Slechtvalk
Slechtvalk ist eine niederländische Metal-Band mit Einflüssen aus Folk- und Viking Metal sowie starken musikalischen Anleihen aus dem Symphonic Black Metal. Slechtvalk veröffentlichte ihre Alben unter anderem bei dem niederländischen Label Fear Dark und dem deutschen Whirlwind Records.

## Geschichte

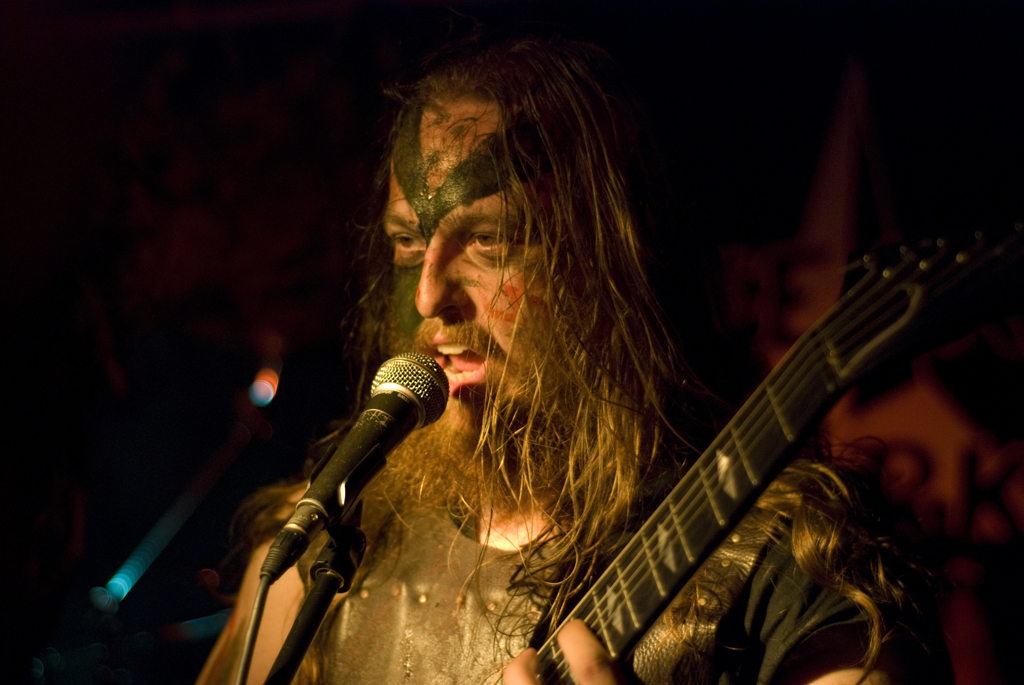
Sänger Shamgar auf dem Fear-Dark-Festival 2008

Die Geschichte Slechtvalks startete mit dem Niederländer Shamgar, der 1997 im Internet unter verschiedenen Namen eigene Lieder zu veröffentlichen begann. Im Jahr 1999 gründete er die Gruppe Slechtvalk (niederländisch ‚Wanderfalke‘). Als Einflüsse nennt er neben In Flames, Vardøger, Immortal und älteren Liedern von Antestor auch Summoning, Dimmu Borgir und Within Temptation. Da das Label Fear Dark Interesse an Slechtvalk bekündete, veröffentlichte er 2000 über dieses die CD Falconry. Falconry beschäftigt sich in erster Linie mit christlichen Themen und persönlichen Glaubenserfahrungen.
Das Album wurde aus Sicht von Shamgar ein Erfolg und so beschloss er weitere Musiker als Unterstützung zu suchen, unter anderem wollte er auf den Drumcomputer verzichten und die nächsten Lieder mit echtem Schlagzeug produzieren. So fand er die neuen Bandmitglieder Nath, Ohtar, Fionnghuala, Sorgier und Grimbold – Shamgar selbst übernahm die Gitarre und den Gesang. Im Sommer 2002 produzierte ihr Label eine Split-CD namens Chaos & Warfare, wovon eine Hälfte Slechtvalk zur Verfügung stand; als Partner dafür wählte man die indonesische Band Kekal. Im Oktober veröffentlichte die Band dann das Album The War That Plagues the Land.
Das dritte Album At The Dawn of War erschien Mitte 2005, zusammen mit einer DVD (Upon the Fields of Battle), die u. a. ein typisches Konzert (incl. Backstagebericht) und einige Fotos der Gruppe enthält. Die Band entwickelte ihren Stil weiter, indem sie gitarrenlastiger wurde, ohne sich aber gänzlich von ihren eigentlichen, symphonisch-melodischen Wurzeln zu entfernen. Zur Single-Auskopplung dieses Album, Thunder of War, wurde auch ein Musikvideo gedreht, welches die großen Musiksender aber fast gänzlich ignorierten.
2006 und Anfang 2007 wurde die Band durch einige Besetzungswechsel erschüttert. So verließ Mitte 2006 Fionnghuala die Band, um sich anderen Musik-Projekten zu widmen, während sich Anfang 2007 die Band und der Bassist Nath trennten. Dem entgegen wurde mit Seraph ein weiterer Gitarrist als fixes Bandmitglied aufgenommen, welcher die zweite Gitarre übernahm, während sich Ohtar nun primär auf den Gesang konzentrierte. Bei der Fear Dark Tour 2007 spielten sie in reiner Black Metal Besetzung ohne Keyboards und Sequencer.
2009 unterzeichnete Slechtvalk beim deutschen Label Whirlwind Records, wo im selben Jahr das Best-Of-Album An Era of Bloodshed erschien. 2010 erschien das neue Album A Forlorn Throne. Headlinerkonzerte auf dem Elements of Rock, dem Blast Of Eternity in Heilbronn sowie auf dem Brainstorm Festival folgten nach. 2016 erschien ihr letztes Album Where Wandering Shadows and Mists Collide in Eigenregie.

## Stil

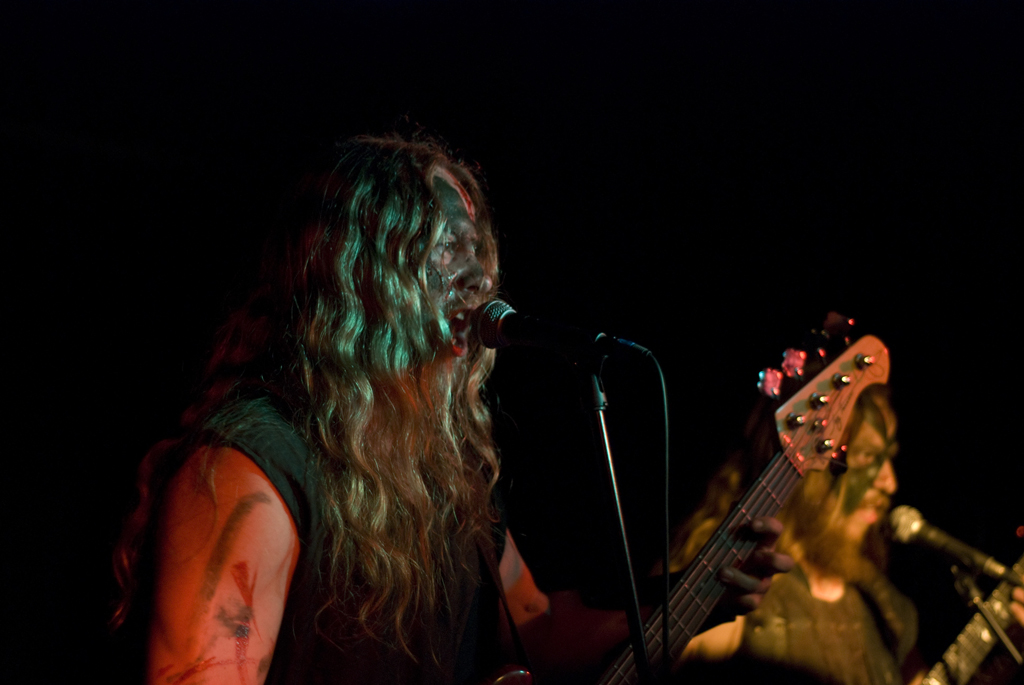
Othar auf dem Fear-Dark-Festival 2008

### Musik
Von der musikalischen Seite her sind Parallelen zu den melodischen/symphonischen Vertretern des Black-Metal-Genres zu bemerken, wie die meisten Bands in diesem Sektor haben jedoch auch Slechtvalk einen eigenen Stil entwickelt. 

### Texte
In den Texten behandeln die beiden Alben The War That Plagues the Land und At the Dawn of War eine Geschichte – At the Dawn of War erzählt die Vorgeschichte zu The War That Plagues the Land –, die stark Fantasy-beeinflusst ist und als thematischen Angelpunkt einen fiktiven Krieg hat. Das erste Album Falconry behandelt hingegen christliche Themen.
Sprachlich sind die Lyrics größtenteils auf English gehalten, nur vereinzelt treten anderssprachige Lieder auf (so z. B. In Paradisum auf Latein oder De Verdrongen Tekenen auf Niederländisch). 

### Auftreten
Bei ihren Live-Auftritten werden oft Schwertkunst-Shows und Ähnliches dargeboten. Dazu hatten sie – für eine Metal-Band eher ungewöhnlich – mit Meallá eine eigene Tänzerin und Schwertkünstlerin in ihren Reihen. Auch die Band selbst ist auf Konzerten oft in mittelalterlich anmutender Kleidung, Kriegsbemalung und mit entsprechenden Schauwaffen zu sehen.

## Diskographie
- Falconry (2000, Album)
- Chaos & Warfare (2002, Split-CD mit Kekal)
- The War That Plagues the Lands (2002, Album)
- Upon the Fields of Battle (2005, Live-DVD)
- Thunder of War (2005, Maxi-Single)
- At the Dawn of War (2005, Album)
- An Era Of Bloodshed (2009, Best-Of-Album)
- A Folorn Throne (2010, Album)
- Where Wandering Shadows and Mists Collide (2016, Album)